# Newton Tholus
Il Newton Tholus è una struttura geologica della superficie di Titano.